# Allianz Stadion
L'Allianz Stadion è uno stadio calcistico ed è sito a Vienna, nell'area del quartiere di Hütteldorf, all'interno del quattordicesimo distretto della capitale austriaca, Penzing.
È stato realizzato sul luogo del precedente Gerhard Hanappi Stadion, del quale conserverà la funzione di impianto casalingo del Rapid Vienna. I lavori, così come previsto, sono terminati nell'estate 2016.
Al momento della sua progettazione lo stadio è stato definito come il più moderno impianto calcistico d'Austria. La sua capacità prevista è di 24 000 spettatori, tutti con posto a sedere, con possibilità di aumentarla fino a più di 28 000 nel caso di partite in ambito nazionale dove esiste ancora la possibilità di sfruttare posti in piedi.
Lo stadio rientra nella classificazione 4 della UEFA, cosa che permette all'Allianz Stadion di ospitare partite internazionali a qualunque livello, eccezion fatta per le finali in gara singola, a causa della capacità limitata.
Il nome dello stadio rimarrà tale almeno fino al termine della stagione 2025-2026 come parte dell'accordo di sponsorizzazione sottoscritto fra Rapid e Allianz.

## Storia

### Progetto e realizzazione
La decisione di costruire un nuovo stadio è stata presa in modo quasi inaspettato da parte dei dirigenti del Rapid, sebbene già da tempo si discutesse della possibilità di ampliare o quantomeno rimodernare il Gerhard Hanappi Stadion. Nel novembre 2012 il Consiglio d'amministrazione del club, presieduto da Rudolf Edlinger, decise la costruzione di un nuovo stadio ma solamente nel febbraio 2014 un nuovo Präsidium, guidato da Michael Krammer - nel frattempo succeduto ad Edlinger alla massima carica societaria - diede il via libera definitivo ai lavori.
In maggio è stato raggiunto l'accordo con la società STRABAG e, in giugno, quello con l'Allianz per i diritti di sponsorizzazione del nuovo impianto e per la partnership che legherà la compagnia tedesca al Rapid per un periodo minimo di 12 anni, a far data dal 1º luglio 2014. Sempre a giugno vengono presentati ufficialmente il progetto e il team di architetti che vi ha lavorato: si tratta della ARC – Architektur Concept di Zwickau, composta dagli architetti Sylvia Staudte e Guido Pfaffhausen, già autori di molti progetti a tema sportivo, tra cui il nuovo stadio del ghiaccio della città tedesca, la Multipurpose Arena di Abu Dhabi e lo stadio della pallacanestro di Gießen.
A luglio 2014 è iniziata la fase di demolizione e smantellamento delle strutture del Gerhard Hanappi Stadion, del quale sarà conservato quale unica testimonianza visibile uno dei quattro piloni dell'impianto di illuminazione, anche se non verrà più utilizzato come tale.

### Inaugurazione
L'inaugurazione dell'Allianz Stadion è avvenuta il 16 luglio 2016 con un'amichevole precampionato tra la squadra di casa, Rapid Vienna, e la squadra inglese del Chelsea. La sfida è stata vinta dai padroni di casa per 2:0 grazie alle reti di Joelinton e Tomi Correa.

## Caratteristiche tecniche
L'Allianz Stadion possederà 24 000 posti a sedere, cifra che comprende anche i 2 500 posti business della tribuna d'onore. Saranno inoltre realizzati 40 salotti VIP e due sale per eventi da 80 metri quadrati.

## La scelta del nome
L'accordo fra il club e l'Allianz ha determinato il diritto esclusivo di quest'ultima società a dare allo stadio il proprio nome per un periodo di 12 anni, cioè fino al termine della stagione 2025-2026. Allianz è già sponsor di altri cinque grandi impianti sportivi nel mondo, in Germania e anche al di fuori dell'Europa.
I vertici della società assicuratrice tedesca, da lungo tempo ai vertici di questo mercato anche in Austria, hanno ritenuto un fattore molto positivo l'aver legato il proprio nome a una società storica e con una grande base di tifo.
Curiosamente anche lo stadio dell'altra grande squadra della capitale, l'Austria Vienna, è sponsorizzato da una compagnia assicuratrice (Generali Arena).
Per non perdere il legame con Gerhard Hanappi, calciatore ed architetto che progettò lo stadio omonimo, il piazzale antistante lo stadio è stato ufficialmente battezzato Gerhard-Hanappi-Platz al termine dei lavori.